# Epichalcoplethis seriatopunctata
Epichalcoplethis seriatopunctata är en skalbaggsart som beskrevs av Ohaus 1912. Epichalcoplethis seriatopunctata ingår i släktet Epichalcoplethis och familjen Rutelidae. Inga underarter finns listade i Catalogue of Life.